# منتخب كارباتاليا لكرة القدم
منتخب كارباتاليا لكرة القدم هو فريق كرة قدم يمثل الأقلية المجرية في روثينيا الكارباتية (زاكارباتيا أوبلاست، في أوكرانيا). لا ينتمي هذا المتخب لا للفيفا ولا للويفا، لذلك لا يمكنه المشاركة في كأس العالم لكرة القدم أو كأس الأمم الأوروبية لكرة القدم.